# The B-Side Collection
The B-Side Collection, издаден на 18 декември 2007 година, е албум на американската поп-рок група Maroon 5, съдържащ седем песни, записани от групата, но не включени във втория ѝ студиен албум It Won't Be Soon Before Long.

## Списък с песните
1. Story – 4:29
2. Miss You Love You – 3:10
3. Until You're Over Me – 3:15
4. Losing My Mind – 3:20
5. The Way I Was – 4:18
6. Figure It Out – 2:59
7. Infatuation – 4:26